# Палац юстиції (Нюрнберг)
Палац юстиції — будівля в місті Нюрнбергу, в якій розміщується вищий земельний суд Нюрнберга, земельний суд Нюрнберга-Фюрта та місцевий суд Нюрнберга.

## Зала 600

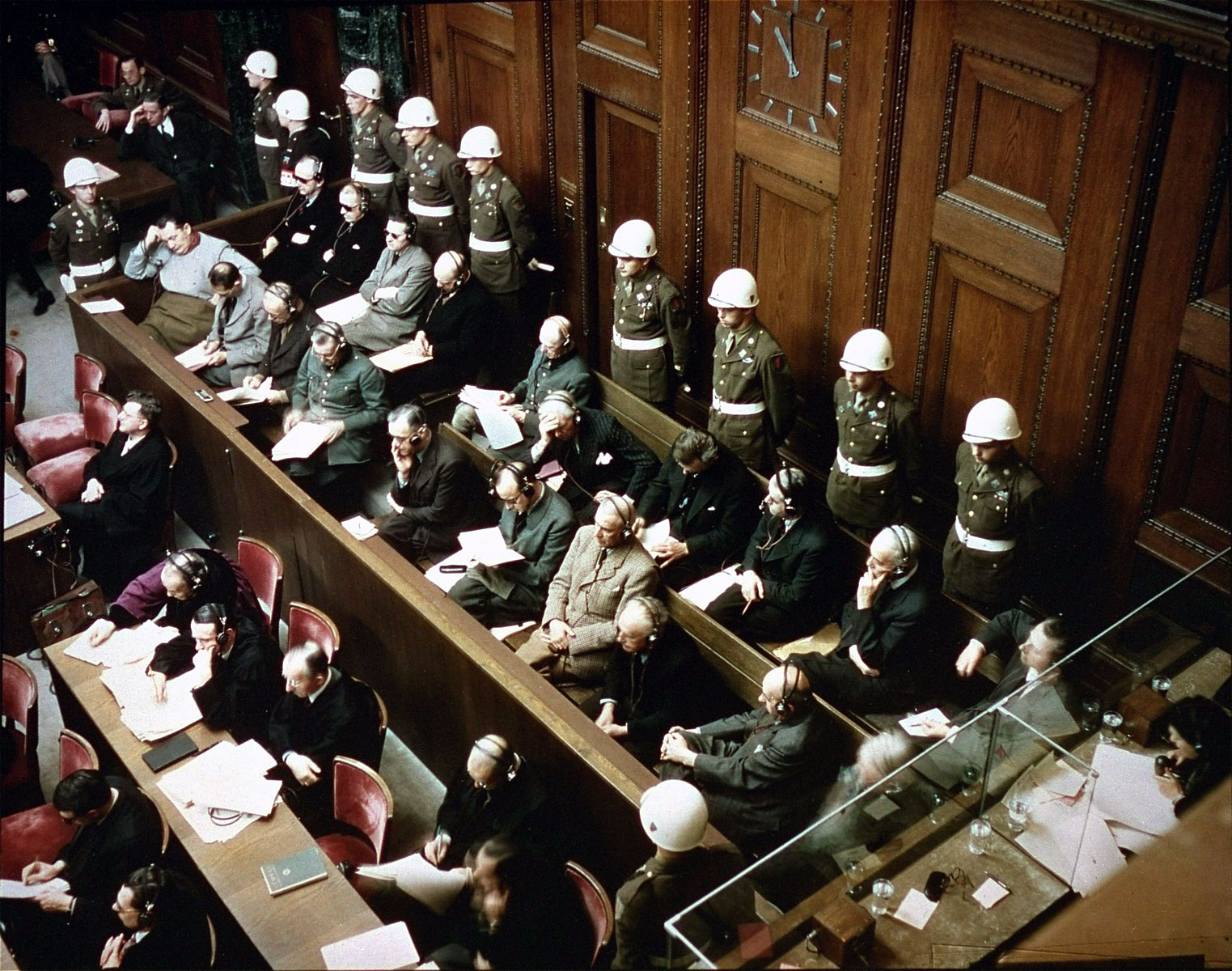
Зала 300 під час Нюрнберзького процесу

Зала 600 — зала засідань, де проходили нюрнберзькі процеси.
На сьогодні є звичайним робочим приміщенням суду (адреса: Bärenschanzstraße 72, Nürnberg). Однак в час коли в залі не відбувається засідань зала відкрита для екскурсій..